# گئورگی کولیکوف
گئورگی کولیکوف (انگلیسی: Georgi Kulikov؛ زادهٔ ۱۱ ژوئن ۱۹۴۷) شناگر لتونیایی‌تبار اهل شوروی بود.